# Ophiotoma coriacea
Ophiotoma coriacea is een slangster uit de familie Ophiacanthidae.
De wetenschappelijke naam van de soort werd in 1883 gepubliceerd door Theodore Lyman.

## Synoniemen
- Ophiacantha bartletti Lyman, 1883[2]